# Mewen Tomac
Mewen Tomac, né le 11 septembre 2001 à Évreux, est un nageur français. 

## Biographie
Le nageur suit des études en gestion économique et administrative à l'IUT d'Amiens.

## Carrière
Mewen Tomac est médaillé d'argent du 200 mètres dos aux Championnats d'Europe juniors de natation 2019 et médaillé de bronze du 200 mètres dos aux Championnats du monde juniors de natation 2019.
Il remporte la finale du 100 mètres dos aux Championnats de France de natation 2020,, mais n'atteint pas les minima olympiques.
Sa quête olympique se poursuit à Nice en février 2021 sans succès.
Le 19 mars 2021, il réussit les minima olympiques sur 100 mètres dos à Marseille,, mais il est dépassé par Yohann Ndoye Brouard en finale.
En octobre 2023, lors des championnats de France en petit bassin d'Angers, il établit en 1 min 49 s 21 un nouveau record de France du 200 mètres dos qu'il prend à Yohann Ndoye Brouard, deuxième du jour, pour deux centièmes.
En janvier 2024, Mewen Tomac annonce son déménagement aux Etats-Unis et sa signature à l'université de Berkeley à la rentrée de septembre 2024. Il restera licencié à l’Amiens Métropole Natation.

## Palmarès

### Jeux olympiques
| Édition    | Épreuve                   | Épreuve                    | Épreuve |
| Édition    | 100 m dos                 | 200 m dos                  |         |
| Tokyo 2020 | 14e (demi-finale) 53 s 62 | 25e (séries) 1 min 59 s 02 |         |
| Paris 2024 | 15e (demi-finale) 53 s 63 | 4e 1 min 55 s 38           |         |

### Championnats du monde
| Édition       | Épreuve                  | Épreuve          | Épreuve           |
| Édition       | 100 m dos                | 200 m dos        | 4 × 100 m 4 nages |
| Budapest 2022 | 9e (demi-finale) 53 s 41 | 5e 1 min 56 s 35 | —                 |
| Fukuoka 2023  | 8e 53 s 16               | 4e 1 min 55 s 79 |                   |

### Championnats d'Europe
| Édition      | Épreuve    | Épreuve              | Épreuve    |
| Édition      | 100 m dos  | 200 m dos            | 50 m dos   |
| Otopeni 2023 | Or 49 s 72 | Bronze 1 min 48 s 55 | Or 22 s 84 |